# Karim Rashid
 (janvier 2017).
Si vous disposez d'ouvrages ou d'articles de référence ou si vous connaissez des sites web de qualité traitant du thème abordé ici, merci de compléter l'article en donnant les références utiles à sa vérifiabilité et en les liant à la section « Notes et références ».
Karim Rashid est un designer canado-américain d'origine égyptienne, né au Caire le 18 septembre 1960; il est élevé en Angleterre et au Canada. Il est le frère de Hani Rashid.

## Biographie
Il obtient en 1982 un diplôme en Design industriel délivré par l’université d’Ottawa (Canada). Puis Il poursuivit ensuite avec des études supérieures en Design à Naples (Italie), en compagnie d’Ettore Sottsass et d’autres, avant de déménager à Turin pour un an où il travailla au studio Rodolfo Bonetto. 
À son retour au Canada, il travaille pendant sept ans pour KAN Industrial Designers. En même temps, il cofonde et développe la collection Babel Fashion. Il ouvre sa propre enseigne à New York en 1993. 
Depuis lors, il dessine des produits, des articles de table et des meubles pour des compagnies telles que Nambé, Umbra, Idée, Issey Miyake, Pure Design, Zeritalia] Fasem, Guzzini, Tommy Hilfiger, Sony, Magis, Leonardo, Zanotta, Citibank, Totem et d’autres. Il remporte des prix, comme le Daimler Chrysler 1999 Award; le George Nelson Award 1999; le Silver IDEA Award pour la “Chaise Oh” en 1999; et le Philadelphia Museum of Art Collab Award 1999.